# Castaic, Kalifornien
Castaic är en ort (CDP) i Los Angeles County, i delstaten Kalifornien, USA. Enligt United States Census Bureau har orten en folkmängd på 19 015 invånare (2010) och en landarea på 18,8 km².